# Edinson Edgardo Farfán Córdova
Edinson Edgardo Farfán Córdova, O.S.A. (Tambo Grande, 21 de setembro de 1974) é um frei e prelado peruano da Igreja Católica, desde 2024 é o bispo de Chiclayo.

## Biografia

### Vida inicial e presbitério
Ingressou na Ordem de Santo Agostinho em 1998. Concluiu o noviciado em Lima em 2002 e fez a profissão religiosa em 11 de janeiro de 2003. Estudou filosofia no Seminário Maior da Arquidiocese de Trujillo nos anos de 1999 a 2001. Mais tarde, ele foi enviado para a Bolívia, onde estudou teologia na Universidade Católica Boliviana São Paulo de Cochabamba de 2003 a 2006, obtendo uma licenciatura em teologia espiritual e pedagogia.
Recebeu a ordenação presbiteral em 26 de julho de 2008, de Daniel Thomas Turley Murphy, O.S.A., bispo de Chulucanas.
Foi coordenador da Comissão Internacional de Comunicações e Publicações da Organização dos Agostinianos da América Latina (2006-2014); vigário paroquial da paróquia de Santa Ana em Cala Cala, bairro de Cochabamba, arquidiocese de Cochabamba, Bolívia (2007-2008); vigário paroquial de San José Obrero, Diocese de Chulucanas, Peru, onde também foi professor de teologia e diretor espiritual no Seminário Maior (2009-2010); mestre dos pré-noviços da Ordem Agostiniana (2011-2012); pároco da paróquia de Nuestra Señora de Montserrat, Arquidiocese de Trujillo, Peru (2012-2013); professor de teologia na Universidade Católica Bento XVI, Arquidiocese de Trujillo, Peru (2013-2015); prior e mestre dos professos da Ordem Agostiniana (2013-2017), pároco da paróquia de Santa Rita de Casia, Arquidiocese de Trujillo, Peru (2015-2018), vigário episcopal para a Vida Consagrada na Arquidiocese de Trujillo, Peru (2017-2018) e dentro de sua Ordem, secretário geral da Organização dos Agostinianos da América Latina (2015-2019).
Em 24 de abril de 2018, foi nomeado administrador apostólico “ad nutum Sanctæ Sedis” da Prelazia territorial de Chuquibambilla.

### Ministério episcopal
Em 7 de dezembro de 2019, o Papa Francisco o nomeou prelado da Prelazia territorial de Chuquibambilla. Recebeu a ordenação episcopal em 4 de janeiro de 2020, na Igreja de Santa Rita de Cássia de San Jerónimo, de Héctor Miguel Cabrejos Vidarte, O.F.M., arcebispo de Trujillo, coadjuvado por Nicola Girasoli, núncio apostólico no Peru e por Robert Francis Prevost, O.S.A., bispo de Chiclayo.
Em 14 de fevereiro de 2024, foi nomeado bispo de Chiclayo.